# 황보길
황보길(黃寶吉, 1962년 8월 3일 ~ )은 대한민국 경상남도의회 의원이다.

## 학력
- 동해중학교 졸업
- 창신대학교 부동산금융학과

## 경력
- (사)한국수산업경영인중앙연합회 감사
- 2012.04 ~ 2014.06 제6대 경상남도 고성군의회 의원 (초선, 다 선거구)
- 2014.07 ~ 2018.04 제7대 경상남도 고성군의회 의원 (재선, 다 선거구)
- 2018.07 ~ 2022.06 제11대 경상남도의회 의원 (초선, 고성군 제2선거구)

## 역대 선거 결과
|  | 32.62% |

|  | 67.98% |

|  | 18.59% |

|  | 54.57% |